# 임태준
임태준(1988년 4월 23일 ~ )은 전 오스트레일리안 베이스볼 리그 질롱 코리아의 포수이다.

## 한국 프로야구 시절

### 현대 유니콘스시절
2007년에 입단하였다.

### 넥센 히어로즈시절
현대 유니콘스가 해체되면서 히어로즈에 인계되어 2008년에 입단하였다.
2014년 4월 23일 롯데전에서 데뷔 첫 경기를 치렀고, 이 날 데뷔 첫 안타를 기록하였다. 하지만 이 안타가 2014 시즌 유일한 안타였으며, 큰 활약을 하지 못한 채 2016년에 방출되었다.

### SK 와이번스시절
2017년에 입단하였다.

## 호주 프로야구 시절
2018년에 질롱 코리아에 입단하였다.

## 출신 학교
- 수창초등학교
- 진흥중학교
- 전주고등학교

## 통산 기록
| 연도 | 팀명  | 타율  | 경기 | 타수 | 득점 | 안타 | 2루타 | 3루타 | 홈런 | 루타 | 타점 | 도루 | 도실 | 볼넷 | 사구 | 삼진 | 병살 | 실책 |
| ---- | ----- | ----- | ---- | ---- | ---- | ---- | ----- | ----- | ---- | ---- | ---- | ---- | ---- | ---- | ---- | ---- | ---- | ---- |
| 2014 | 넥센  | 0.083 | 17   | 12   | 1    | 1    | 0     | 0     | 0    | 1    | 0    | 0    | 0    | 2    | 0    | 6    | 1    | 0    |
| 통산 | 1시즌 | 0.083 | 17   | 12   | 1    | 1    | 0     | 0     | 0    | 1    | 0    | 0    | 0    | 2    | 0    | 6    | 1    | 0    |